# 比尔泽
比尔泽（法語：Burzet，法語發音：[byʁzɛ]）是法国阿尔代什省的一个市镇，属于拉让蒂耶尔区。

## 地理
比尔泽（44°44'23"N, 4°14'40"E）面积38.06 平方千米，位于法国奥弗涅-罗讷-阿尔卑斯大区阿尔代什省，该省份为法国东南部内陆省份，北起顺时针与卢瓦尔省、伊泽尔省、德龙省、沃克吕兹省、加尔省、洛泽尔省和上盧瓦爾省接壤。
与比尔泽接壤的市镇（或旧市镇、城区）包括：贝索尔盖河畔拉巴斯蒂德、蒙珀扎苏博宗、佩雷尔、萨涅和古杜莱、圣皮埃尔-德科隆比耶、于斯克拉德和里约托尔。

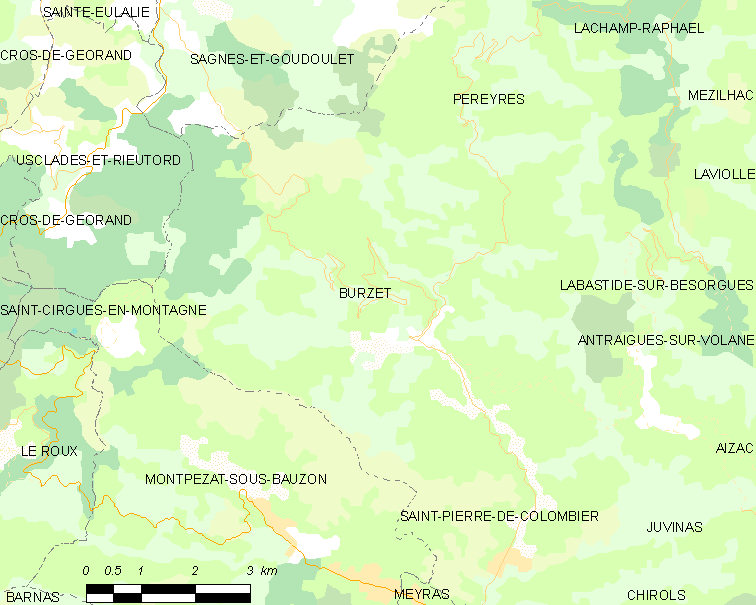
比尔泽的OSM定位图

比尔泽的时区为UTC+01:00、UTC+02:00（夏令时）。

## 行政
比尔泽的邮政编码为07450，INSEE市镇编码为07045。

## 政治
比尔泽所属的省级选区为上阿尔代什县。

## 人口

1962-2008年间比尔泽人口变化图示

比尔泽于2022年1月1日时的人口数量为529人。